# Paraplonobia tridens
Paraplonobia tridens är en spindeldjursart som beskrevs av James P. Tuttle och Baker 1968. Paraplonobia tridens ingår i släktet Paraplonobia och familjen Tetranychidae. Inga underarter finns listade i Catalogue of Life.